# Astana Arlans
Astana Arlans (каз. Астана Арландары) — казахстанская полупрофессиональная боксёрская команда, выступающая в всемирной боксёрской лиге WSB с первого сезона 2010—2011 гг. Трехкратный чемпион (2013, 2015, 2017) и четырёхкратный призёр World Series Boxing. Входит в структуру Президентского профессионального спортивного клуба «АСТАНА».
Генеральным спонсором команды является АО «Самрук-Казына». Расформирован 4 декабря 2018 года.

## История
ТОО "Профессиональный спортивный клуб «Astana Arlans» был создан Казахстанской Федерацией Бокса в 2010 году.
Место регистрации ТОО "ПСК «Astana Arlans» г. Астана. Клуб «Astana Arlans» участвует во Всемирной Серии Бокса (WSB) с первого сезона 2010—2011 гг. Команде присвоен статус — Национальной сборной Республики Казахстан по профессиональному боксу. С апреля 2013 г в составе КФ "ППСК «АСТАНА»
1 сезон
2010-2011 гг.
Первый сезон Всемирной серии бокса (ВСБ) стартовал в ноябре 2010 года под руководством Генерального директора Болата Манкенова и Старшего тренера Бейбута Есжанова.
Участниками проекта были 12 команд из 10 стран мира
— Los Angeles Matadors (США)
— Astana Arlans (Казахстан)
— Istanbulls(Турция)
— Memphis Force (США)
— Baku Fires (Азербайджан)
— Milano Thunders (Италия)
— Miami Gallos (США)
— Beijing Dragons (Китай)
— Kremlin Bears (Россия)
— Mexico Guerreros (Мексика)
— Incheon Red Wings (Южная Корея)
— Paris United (Франция)
В составе команды Astana Arlans были такие именитые боксеры как:
— Канат Ислам — бронзовый призёр Олимпийских игр 2008 года
— Бахыт Сарсекбаев — чемпион Олимпийских игр 2008 года
— Мерей Акшалов — участник Олимпийских игр 2008 года
— Канат Абуталипов — участник Олимпийских игр 2008 года
— Руслан Мырсатаев — четвертьфиналист Олимпийских игр 2008 года
В финал первого сезона вышли Astana Arlans и Paris United
Финал 1 сезона проходил в городе Гуйянг (Китай)
По результатам двухдневной встречи победу в финале 1-го сезона одерживает команда Paris United (Франция)
Канат Абуталипов первый чемпион в индивидуальном зачете Всемирной серии бокса в весовой категорий до 54 кг.
2 сезон
2011-2012 гг.
Во втором сезоне участниками проекта были 12 команд из 12 стран мира. Проект покинули Memphis Force и Miami Gallos (США) и вместо них вошли новые команды как Bangkok Elephants (Таиланд) и Leipzig Leopards (Германия). Некоторые команды сменили название команды. Остальные участники проекта продолжили свое участие в проекте ВСБ.
Во 2-м сезоне с клубом Астана Арланс подписали контракты
Самат Башенов
Рустам Сваев
и легионеры из Алжира
По результатам матчей 2 сезона команда Astana Arlans занимает 3 место
А в финале, проходившем в Лондоне, участвует команды Dynamo Moscow и D&G Milano Thunder
Чемпионами 2 сезона становится команда D&G Milano Thunder
По окончании выступления команды в проекте ВСБ боксер команды Astana Arlans Канат Ислам переходит в профессиональный бокс. На данный момент Канат Ислам является Обладателем титулов чемпиона по версиям WBA Inter-Continental (2017—н. в.), WBO NABO (2017—н. в.), WBO Inter-Continental (2016—2017), WBA Fedelatin (2013—2017) и WBA Fedecaribe (2012—2013) в 1-й средней весовой категории.
3 сезон
2012-2013 гг.
В третьем сезоне проекта всемирной серии бокса были введены новые правила и формат проведения матчей.
Количество весовых категорий увеличились до 10.
Формат клуба перешел на национальный характер, теперь все клубы представляют не города, а свои страны.
В третьем сезоне представляли свою страну следующие клубы:
Astana Arlans Kazakhstan
Algerian Desert Hawks
Argentina Condors
Azerbaijan Baku Fires
Mexico Guerreros
Poland Hussars
Russian Boxing Team
German Eagles
British Lionhearts
Italy Thunder
Ukraine Otomans
USA Knockouts
В третьем сезоне с клубом Астана Арланс подписали контракты Мейрболат Тоитов, Мирас Жакупов, Мирас Байырханов и легионеры из Ирландии, Хорватии, Ирана, Украины, Эстонии и Румынии.
С новым составом клуб Astana Alans в финале 3 сезона выигрывает над командой Ukraine Otomans и впервые завоевывает титул чемпиона мира Всемирной серии бокса. Финал третьего сезона состоялся в городе Астана в Республиканском велотреке «Сарыарка».
4 сезон
2013-2014 гг.
В четвёртом сезоне проект покидает команда из Великобритании British Lionhearts и вместо неё вступает в проект сильнейшая боксерская держава из Кубы «Cuba Domadores».
В состав нашего клуба были включены новые опытные боксеры такие как:
— Василий Левит
— Асхат Уалиханов
— Мейирим Нурсултанов
— Мадияр Ашкеев
— Арман Рысбек
— Олжас Саттибаев
— Руслан Мадиев
На протяжении всего сезона команда «Cuba Domadores», ни разу не проиграв своим соперникам, выигрывает финал 4 сезона ВСБ.
Финал 4 сезона проходил в городе Баку (Азербайджан).
А команда Astana Arlans в четвёртом сезоне снова занимает 3 место, как и во втором сезоне. Воспитанник клуба Astana Arlans Сергей Деревянченко из Украины переходит в профессиональный бокс. На данный момент является претендентом на титулы чемпиона мира в среднем весовой категорий.
5 сезон
2015 г.
В пятом сезоне на должность Генерального директора клуба Astana Arlans назначают олимпийского чемпиона Серика Сапиева а старшим тренером клуба назначается Марат Джакиев.
В проект ВСБ 5-го сезона вошли латиноамериканские клубы из Пуэрто-Рико и Колумбии.
В пятом сезоне большая часть состава команды состояла из казахстанских боксеров и двух легионеров из Хорватии.
В состав команды в 5-м сезоне вошли такие именитые боксеры как:
— Темиртас Жусупов
— Кайрат Ералиев
— Данияр Елеусинов
— Жанибек Алимханулы
— Иван Дычко
— Али Ахмедов
— Асланбек Шымбергенов
— Айдос Ербосынулы
— Закир Сафиуллин
С новым составом клуб Astana Arlans в финале 5 сезона выигрывает команду из Кубы Cuba Domadores и завоевывает во второй раз титул чемпиона мира Всемирной серии бокса.
6 сезон
2016 г.
В шестом сезоне клуб расторгает контракт с легионерами из Хорватии и формирует состав команды полностью из казахстанских боксеров. На должность старшего тренера клуба назначают Нурлана Акурпекова. В борьбе защитить титул чемпиона мира ВСБ клуб продолжает сотрудничество с Казахстанской федерацией бокса.
В состав команды вошли новые спортсмены как:
— Камшыбек Кункабаев
— Ерик Альжанов
— Абильхан Аманкул
— Нурсултан Аманжолов
Шестой сезон для клуба оказался менее удачным и команда Astana Arlans занимает третье место, уступив команде British Lionhearts в полуфинале.
Финал 6-го сезона выигрывает команда «Cuba Domadores», став двукратными чемпионами Всемирной серии бокса
В 2016 году Василий Левит завоевывает лицензию на Олимпийские игры от клуба Astana Arlans и становится серебряным призёром на Олимпийских играх в РИО 2016.
Многие боксеры как Нурсултанов Мейирим, Уалиханов Асхат, Ашкеев Мадияр, Ахмедов Али перешли в профессиональный бокс.
7 сезон
2017 г.
В седьмом сезоне клуб продолжает борьбу за титул трехкратного чемпиона мира. В состав команды вошли такие боксеры как:
— Дильмурат Мижитов
— Олжас Букаев
— Жанболат Кыдырбаев
— Ермек Мадиев
— Абильхайыр Турланбеков
— Олжас Байниязов
Седьмой сезон был сложным, но спортсмены клуба боролись до конца и привели клуб к финальным боям.
В финале Astana Arlans встретилась с принципиальным соперником проекта ВСБ c Cuba Domadores. Финал, который проходил в городе Астана для команд был интригующим, боевая 5-ка команды Astana Arlans в первый день матча проиграла со счетом 3:2 команде из Кубы. На второй день вторая пятерка боксеров вышла на ринг и в феноменальном поединке против неоднократных олимпийских чемпионов и чемпионов мира сравняла счет, и команда Astana Arlans оказывается в одном шаге от победы.
При общем счете 5:5 проводился дополнительный бой, где боксер команды Astana Arlans Олжас Байниязов уверенно одержал победу над кубинским боксером и привел команду Astana Arlans к третьему чемпионству ВСБ.
8 сезон
2018 г.
В восьмом сезоне на должность Генерального менеджера клуба Астана Арланс назначают Бахтияра Артаева.
Для участия в клубе Astana Arlans был пересмотрен полностью состав на 8 сезон. Были подписаны Меморандумы о сотрудничестве с Казахстанской федерацией бокса и с компанией по боям по смешанным единоборствам ALFA Fighting Championship. Клуб разрабатывает новый механизм в области PR и маркетинга. Организовывает аукционы по продаже боксерских перчаток после матча, а вырученные средства передают детям, остро нуждающимся в медицинской помощи.

## Руководство
- Генеральный директор — Манкенов Болат Токтарович с 2010—2014 гг.
- Генеральный директор — Сапиев Серик Жумангалиевич с 2014—2016 гг.
- Генеральный менеджер — Артаев Бахтияр Гарифоллаевич с 2018 по н.в.
- Менеджер по организации матчей — Касымов Серик Идрисович с 2010 г. по н.в.
- Менеджер по связям с общественностью — Тусупбаев Чингиз Муратович с 2010 г. по н.в.
- Менеджер по международным связям — Байчингисова Айжан Джанелована с 2010 г. по 2017 г.
- Спортивный директор — Рыгебаев Рустам Рефхатович с 2014 г. по н.в.
- Старший тренер — Есжанов Бейбут Беркутович с 2010 по 2012 гг.
- Старший тренер — Корчинский Сергей Анатольевич с 2012 по 2014 гг.
- Страший тренер Джакиев Марат Исагалиевич с 2015 по 2016 гг.
- Старший тренер — Акурпеков Нурлан Сакенович с 2016 г. по н.в.

## Последний состав
- Первый наилегчайший вес (46—49 кг) — Берикбаев Мардан, Жомарт Ержан, Жусупов Темиртас
- Наилегчайший вес (50—52 кг) — Махметов Азат, Саттыбаев Олжас, Исакулов Азамат, Ибраев Данияр, Анилов Муслимбек
- Легчайший вес (53—56 кг) — Калжанов Нурбол, Тоитов Меирболат, Кощегулов Нурсултан
- Лёгкий вес (57—60 кг) — Ибрагимов Бекдаулет, Мусафиров Ержан, Сафиуллин Закир
- Первый полусредний вес (61—64 кг) — Уалиханов Асхат, Башенов Самат, Бакбергенов Сабыржан
- Полусредний вес (65—69 кг) — Халметов Бекзат, Шымбергенов Асланбек, Маралов Канагат
- Средний вес (70—75 кг) — Нурсултанов Мейирим, Абильхан Аманкул, Алжанов Ерик, Сваев Рустам
- Полутяжёлый вес (76—81 кг) — Рысбек Арман, Ахмедов Али, Жарманов Нурдаулет
- Тяжёлый вес (82—91 кг) — Еркин Мухамеджан, Альжанов Рахман
- Супертяжелый вес (свыше 91 кг) — Аманжолов Нурсултан, Бекзатов Нуржан, Конкабаев Камшыбек

## Расформирование
4 декабря 2018 года клуб Astana Arlans объявил о расформировании и неучастии в проекте Всемирной серии бокса с 2019 года. О причинах такого решения рассказал экс-генеральный директор клуба «Астана Арланс» Болат Манкенов.